# Welzow
Welzow (baix sòrab: Wjelcej) és una ciutat alemanya que pertany a l'estat de Brandenburg. Es troba a 16 kilòmetres de Hoyerswerda i a 23 kilòmetres de Cottbus.